# Международен пакт за граждански и политически права
Международният пакт за гражданските и политическите права (МПГПП) е многостранен международен договор приет от Общото събрание на ООН на 16 декември 1966 г. и влязъл в сила на 23 март 1976 г. 

## Постановления
Държавите-членки по договора са задължени да спазват гражданските и политически права на хората, включително обусловените от следните (и други) правила:
• Всички хора имат право на самоопределение
• Всеки човек има вроденото право на живот
• Никой не може да бъде подлаган на мъчение или на жестоко, безчовечно, или унизително третиране, или наказание
• Никой не може да бъде държан в робство; робството и търговията с роби във всичките им форми са забранени
• Всеки човек има право на лична свобода и сигурност
• Никой не може да бъде подлаган на произволен арест или задържане
• Никой не може да бъде лишаван от свобода, освен на основания и съгласно правила, установени от закона
• Всеки човек, който e арестуван ще бъде уведомяван в момента на арестуването му за причините на ареста и ще му бъдат съобщени в най-кратък срок всички предявени срещу него обвинения
• Всички хора, лишени от свобода ще бъдат третирани c хуманност и c уважение към присъщото на човешката личност достойнство
• Главната цел на третирането на затворници в затворническата система ще бъде тяхното поправяне и социално реабилитиране
• Никой не може да бъде затварян само за това, че не е в състояние да изпълни договорно задължение
• Всеки човек, който се намира законно на територията на дадена държава има право в пределите на нейната територия свободно да се придвижва и свободно да избира своето местожителство
• При установяване на всякакво наказателно обвинение срещу него или на правата и задълженията му в съдебен процес, всеки човек има право на справедливо и публично разглеждане на делото от компетентен, независим и безпристрастен съд, основаван съгласно закона
• Всеки човек, обвинен в наказуемо нарушение, се счита за невинен до доказване на вината му съгласно закона
• Всеки човек, обвинен в наказуемо нарушение има право да бъде информиран подробно и в най-кратък срок на език, който разбира, за естеството и основанията на повдигнатото срещу него обвинение
• Никой не може да бъде осъден за действие или бездействие, което не е представлявало престъпно деяние, съгласно националното законодателство или международното право в момента на извършването му
• Всеки човек има право на правоспособност, където и да се намира
• Никой не може да бъде подлаган на произволно или незаконно вмешателство в личния му живот, семейството му, или кореспонденцията му, нито на незаконно посегателство над неговата чест и добро име
• Всеки човек има право на свобода на мисълта, съвестта и вероизповеданието
• Всеки човек има право на свобода на изразяване
• Всякаква пропаганда за война и всякакво проповядване на национална, расова или религиозна омраза, което подбужда към дискриминация, враждебност, или насилие са забранени от закона
• Всеки човек има право на мирни събрания
• Никакъв брак не може да бъде сключен без доброволното и пълно съгласие на бъдещите съпрузи
• Всички лица са равни пред закона и имат право, без всякаква дискриминация, на еднаква законна закрила
• Всяко дете, без дискриминация основана на раса, цвят на кожата, пол, език, религия, национален или социален произход, имотно състояние или рождение, има право на такива мерки на закрила от страна на неговото семейство, на обществото и на държавата, каквито положението му на малолетен изисква
• Всеки гражданин има правото да гласува и да бъде избиран в истински, периодично провеждани избори, при всеобщо, равно и тайно гласоподаване
• В държави, в които има етнически, религиозни или езикови малцинства, хората, принадлежащи към тези малцинства, не могат да бъдат лишавани от правото да имат собствен културен живот, да изповядват и практикуват собствената си религия, и да си служат с родния си език.
МПГПП е част от Международния закон за човешките права, заедно с Всеобщата декларация за правата на човека (ВДПЧ) и Международният пакт за икономически, социални и културни права (МПИСКП/ИСК). Наблюдението върху спазването на Международния пакт за гражданските и политическите права се извършва от Комитета по правата на човека на ООН (институция, отделна от Съвета по правата на човека на ООН, с постоянен ангажимент за разглеждане на периодичните доклади от страните по договора).
Към септември 2010 г. пактът има 72 подписа и 166 държави членки. В България МПГПП е ратифициран с Указ 1199 на Президиума на Народното събрание от 23 юни 1970 г.